# Beauharnois (Quebec)
Beauharnois é uma cidade localizada no sudoeste de Quebec, Canadá, onde fica uma das maiores usinas hidrelétricas do mundo, bem como a Comporta de Beauharnois do Canal de São Lourenço. Em 2002, as cidades vizinhas de Melocheville e Maple Grove foram fundidas em Beauharnois.

## Estatísticas
De acordo com o censo canadense de 2006:
- População:   11.918
- % Crescimento (2001-2006):  4,0
- Moradores:   5.257
- Área (km²):  69,09
- Densidade (pessoas por km²):   172,5

|                                 | Norte: Rio São Lourenço           |                             |
| Oeste: Salaberry-de-Valleyfield | Beauharnois                       | Leste: Léry, Sainte-Martine |
|                                 | Sul: Saint-Étienne-de-Beauharnois |                             |